# Leander Dendoncker
Leander Dendoncker (Zonnebeke, 15 aprile 1995) è un calciatore belga, difensore o centrocampista del Real Oviedo.

## Caratteristiche tecniche
Gioca prevalentemente come mediano davanti alla difesa, ma può giocare anche come difensore centrale in una difesa a 3. Possiede un buon temperamento, dimostrandosi anche abile nel gioco aereo.

## Carriera

### Club

#### Anderlecht
Inizia la sua carriera calcistica nelle giovanili del Club Brugge (2010-2011) e poi successivamente nel Royal Sporting Club Anderlecht (2011-2013). Il 21 luglio 2013 fa il suo esordio con l'Anderlecht in prima squadra nella supercoppa del Belgio dove sostituisce al 83º Dennis Praet. Nella stagione successiva il 1º agosto 2014, fa il suo esordio in campionato nella partita vinta in trasferta contro l'Ostenda.

#### Wolverhampton
Nell'agosto del 2018 viene ceduto in prestito al Wolverhampton, club militante in Premier League. Il 2 febbraio 2019 segna la sua prima rete con il club inglese, nella partita persa per 3-1 in trasferta contro l'Everton. Il 4 maggio successivo, realizza la rete decisiva ai fini del risultato finale nella vittoria in casa per 1-0 contro il Fulham. Nell'estate del 2019 viene riscattato dai Wolves.

#### Aston Villa
Il 2 settembre 2022 viene acquistato dall'Aston Villa per 13 milioni di sterline.

#### Napoli
Il 26 gennaio 2024 viene ceduto al Napoli, in Serie A, in prestito gratuito con diritto di riscatto, fissato a 9 milioni di euro. Due giorni dopo, esordisce in campionato, subentrando a Piotr Zieliński all'84º minuto della partita in casa della Lazio.
Lascia il club partenopeo al termine della stessa stagione, in seguito al mancato esercizio dell'opzione di riscatto.

#### Ritorno all'Anderlecht e Real Oviedo
Il 31 agosto 2024 viene ufficializzato il suo trasferimento all'Anderlecht con la formula del prestito con diritto di riscatto.
Il 19 agosto 2025 si trasferisce a parametro zero al Real Oviedo, neopromosso in Primera División.

### Nazionale

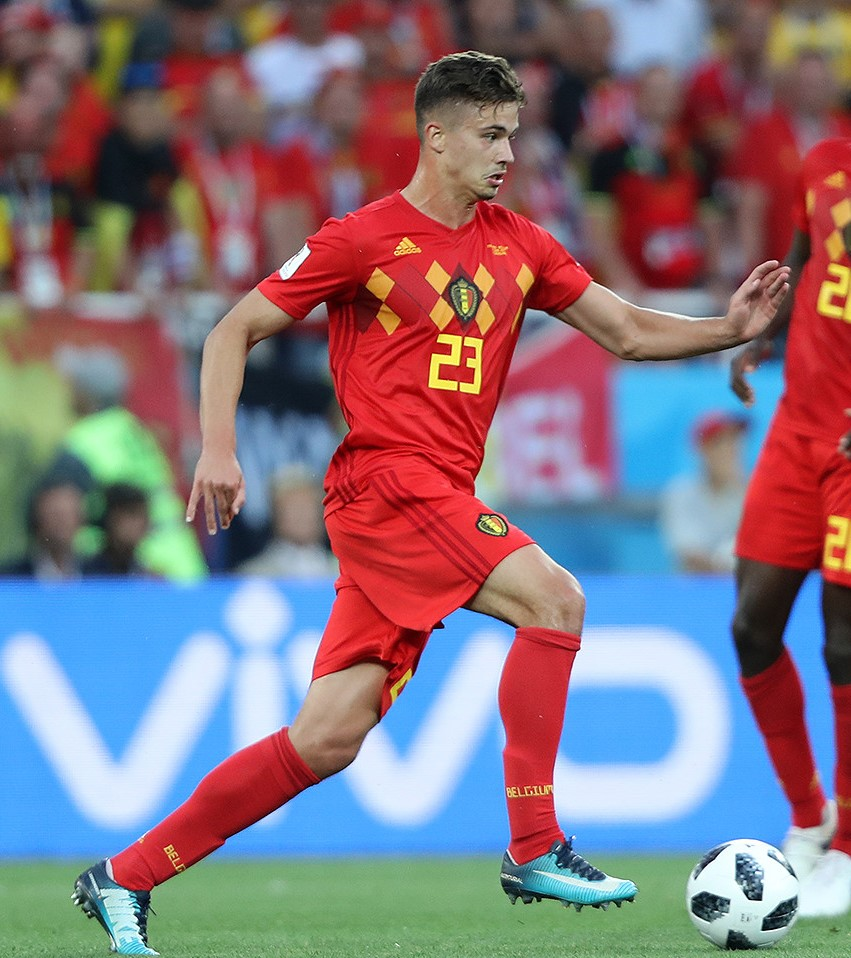
Dendoncker in azione con la maglia del Belgio ai Mondiali 2018.

Compie tutta la trafila delle nazionali giovanili del Belgio, fino ad esordire il 7 giugno 2015 con la nazionale maggiore belga dove subentra a Jason Denayer al 85º in un'amichevole giocata contro la Francia, vinta per 4-3 dai diavoli rossi.
L'8 giugno 2022 realizza, alla 27ª presenza, la sua prima rete con la selezione belga nel successo per 6-1 in Nations League contro la Polonia.

## Statistiche

### Presenze e reti nei club
Statistiche aggiornate al 19 agosto 2025.
| Stagione             | Squadra              | Campionato           | Campionato | Campionato | Coppe nazionali | Coppe nazionali | Coppe nazionali | Coppe continentali | Coppe continentali | Coppe continentali | Altre coppe | Altre coppe | Altre coppe | Totale | Totale | Totale |
| Stagione             | Squadra              | Comp                 | Pres       | Reti       | Comp            | Pres            | Reti            | Comp               | Pres               | Reti               | Comp        | Pres        | Reti        | Pres   | Reti   |        |
| -------------------- | -------------------- | -------------------- | ---------- | ---------- | --------------- | --------------- | --------------- | ------------------ | ------------------ | ------------------ | ----------- | ----------- | ----------- | ------ | ------ | ------ |
| 2013-2014            | Anderlecht           | D1                   | 0          | 0          | CB              | 1               | 0               | UCL                | 0                  | 0                  | SB          | 1           | 0           | 2      | 0      |        |
| 2014-2015            | Anderlecht           | D1                   | 18+8       | 2+0        | CB              | 6               | 0               | UCL+UEL            | 4+2                | 0                  | SB          | 0           | 0           | 38     | 2      |        |
| 2015-2016            | Anderlecht           | D1                   | 17+6       | 1+0        | CB              | 1               | 1               | UEL                | 6                  | 0                  | -           | -           | -           | 30     | 2      |        |
| 2016-2017            | Anderlecht           | D1                   | 30+10      | 3+2        | CB              | 1               | 0               | UCL+UEL            | 2+14               | 0+1                | -           | -           | -           | 57     | 6      |        |
| 2017-2018            | Anderlecht           | D1                   | 27+9       | 0+1        | CB              | 2               | 0               | UCL                | 6                  | 0                  | -           | -           | -           | 44     | 1      |        |
| 2018-2019            | Wolverhampton        | PL                   | 19         | 2          | FACup+CdL       | 5+2             | 0               | -                  | -                  | -                  | -           | -           | -           | 26     | 2      |        |
| 2019-2020            | Wolverhampton        | PL                   | 38         | 4          | FACup+CdL       | 2+0             | 0               | UEL                | 17                 | 2                  | -           | -           | -           | 57     | 6      |        |
| 2020-2021            | Wolverhampton        | PL                   | 33         | 1          | FACup+CdL       | 3+1             | 0+0             | -                  | -                  | -                  | -           | -           | -           | 37     | 1      |        |
| 2021-2022            | Wolverhampton        | PL                   | 30         | 2          | FACup+CdL       | 2+2             | 0+1             | -                  | -                  | -                  | -           | -           | -           | 34     | 3      |        |
| ago.-set. 2022       | Wolverhampton        | PL                   | 4          | 1          | FACup+CdL       | 0+1             | 0+0             | -                  | -                  | -                  | -           | -           | -           | 5      | 1      |        |
| Totale Wolverhampton | Totale Wolverhampton | Totale Wolverhampton | 124        | 10         |                 | 18              | 1               |                    | 17                 | 2                  |             | -           | -           | 159    | 13     |        |
| set. 2022-2023       | Aston Villa          | PL                   | 20         | 0          | FACup+CdL       | 1+0             | 0+0             | -                  | -                  | -                  | -           | -           | -           | 21     | 0      |        |
| 2023-gen. 2024       | Aston Villa          | PL                   | 7          | 1          | FACup+CdL       | 0+1             | 0+0             | UECL               | 5                  | 0                  | -           | -           | -           | 13     | 1      |        |
| Totale Aston Villa   | Totale Aston Villa   | Totale Aston Villa   | 27         | 1          |                 | 2               | 0               |                    | 5                  | 0                  |             | -           | -           | 34     | 1      |        |
| gen.-giu. 2024       | Napoli               | A                    | 3          | 0          | CI              | -               | -               | UCL                | 0                  | 0                  | SI          | -           | -           | 3      | 0      |        |
| 2024-2025            | Anderlecht           | D1                   | 20+10      | 0+2        | CB              | 5               | 1               | UEL                | 8                  | 0                  | -           | -           | -           | 43     | 3      |        |
| Totale Anderlecht    | Totale Anderlecht    | Totale Anderlecht    | 112+43     | 6+5        |                 | 16              | 2               |                    | 42                 | 1                  |             | 1           | 0           | 204    | 13     |        |
| 2025-2026            | Real Oviedo          | PD                   | 0          | 0          | CR              | 0               | 0               | -                  | -                  | -                  | -           | -           | -           | 0      | 0      |        |
| Totale carriera      | Totale carriera      | Totale carriera      | 299        | 20         |                 | 36              | 3               |                    | 64                 | 3                  |             | 1           | 0           | 410    | 28     |        |

### Cronologia presenze e reti in nazionale
| Cronologia completa delle presenze e delle reti in nazionale ― Belgio | Cronologia completa delle presenze e delle reti in nazionale ― Belgio | Cronologia completa delle presenze e delle reti in nazionale ― Belgio | Cronologia completa delle presenze e delle reti in nazionale ― Belgio | Cronologia completa delle presenze e delle reti in nazionale ― Belgio | Cronologia completa delle presenze e delle reti in nazionale ― Belgio | Cronologia completa delle presenze e delle reti in nazionale ― Belgio | Cronologia completa delle presenze e delle reti in nazionale ― Belgio |
| Data                                                                  | Città                                                                 | In casa                                                               | Risultato                                                             | Ospiti                                                                | Competizione                                                          | Reti                                                                  | Note                                                                  |
| --------------------------------------------------------------------- | --------------------------------------------------------------------- | --------------------------------------------------------------------- | --------------------------------------------------------------------- | --------------------------------------------------------------------- | --------------------------------------------------------------------- | --------------------------------------------------------------------- | --------------------------------------------------------------------- |
| 7-6-2015                                                              | Saint-Denis                                                           | Francia                                                               | 3 – 4                                                                 | Belgio                                                                | Amichevole                                                            | -                                                                     | 85’                                                                   |
| 13-11-2016                                                            | Bruxelles                                                             | Belgio                                                                | 8 – 1                                                                 | Estonia                                                               | Qual. Mondiali 2018                                                   | -                                                                     |                                                                       |
| 3-9-2017                                                              | Atene                                                                 | Grecia                                                                | 1 – 2                                                                 | Belgio                                                                | Qual. Mondiali 2018                                                   | -                                                                     | 89’                                                                   |
| 7-10-2017                                                             | Sarajevo                                                              | Bosnia ed Erzegovina                                                  | 3 – 4                                                                 | Belgio                                                                | Qual. Mondiali 2018                                                   | -                                                                     | 29’                                                                   |
| 11-6-2018                                                             | Bruxelles                                                             | Belgio                                                                | 4 – 1                                                                 | Costa Rica                                                            | Amichevole                                                            | -                                                                     | 66’                                                                   |
| 28-6-2018                                                             | Kaliningrad                                                           | Inghilterra                                                           | 0 – 1                                                                 | Belgio                                                                | Mondiali 2018 - 1º turno                                              | -                                                                     | 33’                                                                   |
| 21-3-2019                                                             | Bruxelles                                                             | Belgio                                                                | 3 – 1                                                                 | Russia                                                                | Qual. Euro 2020                                                       | -                                                                     |                                                                       |
| 24-3-2019                                                             | Nicosia                                                               | Cipro                                                                 | 0 – 2                                                                 | Belgio                                                                | Qual. Euro 2020                                                       | -                                                                     |                                                                       |
| 9-9-2019                                                              | Glasgow                                                               | Scozia                                                                | 0 – 4                                                                 | Belgio                                                                | Qual. Euro 2020                                                       | -                                                                     |                                                                       |
| 8-10-2020                                                             | Bruxelles                                                             | Belgio                                                                | 1 – 1                                                                 | Costa d'Avorio                                                        | Amichevole                                                            | -                                                                     | 64’                                                                   |
| 11-11-2020                                                            | Lovanio                                                               | Belgio                                                                | 2 – 1                                                                 | Svizzera                                                              | Amichevole                                                            | -                                                                     | 46’                                                                   |
| 18-11-2020                                                            | Lovanio                                                               | Belgio                                                                | 4 – 2                                                                 | Danimarca                                                             | UEFA Nations League 2020-2021 - 1º turno                              | -                                                                     |                                                                       |
| 24-3-2021                                                             | Lovanio                                                               | Belgio                                                                | 3 – 1                                                                 | Galles                                                                | Qual. Mondiali 2022                                                   | -                                                                     |                                                                       |
| 27-3-2021                                                             | Praga                                                                 | Rep. Ceca                                                             | 1 – 1                                                                 | Belgio                                                                | Qual. Mondiali 2022                                                   | -                                                                     |                                                                       |
| 30-3-2021                                                             | Lovanio                                                               | Belgio                                                                | 8 – 0                                                                 | Bielorussia                                                           | Qual. Mondiali 2022                                                   | -                                                                     | 64’                                                                   |
| 3-6-2021                                                              | Bruxelles                                                             | Belgio                                                                | 1 – 1                                                                 | Grecia                                                                | Amichevole                                                            | -                                                                     |                                                                       |
| 6-6-2021                                                              | Bruxelles                                                             | Belgio                                                                | 1 – 0                                                                 | Croazia                                                               | Amichevole                                                            | -                                                                     | 81’                                                                   |
| 12-6-2021                                                             | San Pietroburgo                                                       | Belgio                                                                | 3 – 0                                                                 | Russia                                                                | Euro 2020 - 1º turno                                                  | -                                                                     |                                                                       |
| 17-6-2021                                                             | Copenaghen                                                            | Danimarca                                                             | 1 – 2                                                                 | Belgio                                                                | Euro 2020 - 1º turno                                                  | -                                                                     | 59’                                                                   |
| 27-6-2021                                                             | Siviglia                                                              | Belgio                                                                | 1 – 0                                                                 | Portogallo                                                            | Euro 2020 - Ottavi di finale                                          | -                                                                     | 90+5’                                                                 |
| 2-9-2021                                                              | Tallinn                                                               | Estonia                                                               | 2 – 5                                                                 | Belgio                                                                | Qual. Mondiali 2022                                                   | -                                                                     | 83’                                                                   |
| 5-9-2021                                                              | Bruxelles                                                             | Belgio                                                                | 3 – 0                                                                 | Rep. Ceca                                                             | Qual. Mondiali 2022                                                   | -                                                                     | 81’                                                                   |
| 8-9-2021                                                              | Kazan'                                                                | Bielorussia                                                           | 0 – 1                                                                 | Belgio                                                                | Qual. Mondiali 2022                                                   | -                                                                     | 84’                                                                   |
| 16-11-2021                                                            | Cardiff                                                               | Galles                                                                | 1 – 1                                                                 | Belgio                                                                | Qual. Mondiali 2022                                                   | -                                                                     | 59’                                                                   |
| 26-3-2022                                                             | Dublino                                                               | Irlanda                                                               | 2 – 2                                                                 | Belgio                                                                | Amichevole                                                            | -                                                                     |                                                                       |
| 29-3-2022                                                             | Bruxelles                                                             | Belgio                                                                | 3 – 0                                                                 | Burkina Faso                                                          | Amichevole                                                            | -                                                                     | 46’                                                                   |
| 8-6-2022                                                              | Bruxelles                                                             | Belgio                                                                | 6 – 1                                                                 | Polonia                                                               | UEFA Nations League 2022-2023 - 1º turno                              | 1                                                                     |                                                                       |
| 11-6-2022                                                             | Cardiff                                                               | Galles                                                                | 1 – 1                                                                 | Belgio                                                                | UEFA Nations League 2022-2023 - 1º turno                              | -                                                                     |                                                                       |
| 14-6-2022                                                             | Varsavia                                                              | Polonia                                                               | 0 – 1                                                                 | Belgio                                                                | UEFA Nations League 2022-2023 - 1º turno                              | -                                                                     |                                                                       |
| 23-11-2022                                                            | Al Rayyan                                                             | Belgio                                                                | 1 – 0                                                                 | Canada                                                                | Mondiali 2022 - 1º turno                                              | -                                                                     |                                                                       |
| 1-12-2022                                                             | Al Rayyan                                                             | Croazia                                                               | 0 – 0                                                                 | Belgio                                                                | Mondiali 2022 - 1º turno                                              | -                                                                     | 64’ 72’                                                               |
| 17-6-2023                                                             | Bruxelles                                                             | Belgio                                                                | 1 – 1                                                                 | Austria                                                               | Qual. Euro 2024                                                       | -                                                                     | 84’                                                                   |
| Totale                                                                |                                                                       | Presenze                                                              | 32                                                                    |                                                                       | Reti                                                                  | 1                                                                     |                                                                       |

## Palmarès

### Club

#### Competizioni nazionali
- Campionato belga: 2

Anderlecht: 2013-2014, 2016-2017
- Supercoppa del Belgio: 2

Anderlecht: 2013, 2014

#### Competizioni giovanili
- Torneo di Viareggio: 1

Anderlecht: 2013